# Sphagoeme ochracea
Sphagoeme ochracea är en skalbaggsart som beskrevs av Fisher 1927. Sphagoeme ochracea ingår i släktet Sphagoeme och familjen långhorningar.
Artens utbredningsområde är Panama. Inga underarter finns listade i Catalogue of Life.